# Laika Party
»Laika Party« je pesem norveške pevke Emmy, s katero bo zastopala Irsko na Pesmi Evrovizije 2025. Pesem so napisali Emmy, Erlend Guttulsrud Kristiansen, Larissa Tormey, Truls Marius Aarra in Henrik Østlund. Producirala pa sta jo Henrik Østlund in Jonas Jensen.

## Ozadje
Pesem je bila napisana na kampu za pisanje pesmi Rena Song Fest na Norveškem, kjer sta se Emmy in Tormey spoznala. Pesem je poklon Lajki, psu, ki je leta 1957 postal prvo živo bitje, ki je obkrožilo Zemljo. Ideja za besedilo se je porodila, ko je Emmy po naključju odkrila njeno tragično zgodbo. To jo je spodbudilo k ustvarjanju alternativne usode, v kateri pes namesto smrti doživi neskončno vesoljsko pustolovščino, polno radosti in svobode.

## Pesem Evrovizije
Irska radiotelevizija (RTÉ) je 23. januarja 2025 objavila, da je pesem »Laika Party« v izvedbi Emmy ena izmed 6 tekmovalnih pesmi na Eurosong 2025, nacionalnem izboru Irske za Pesem Evrovizije 2025. V finalu, ki je potekal 7. februarja 2025, je zmagala. Dosegla je 34 točk, 8 točk več od drugo uvrščene Samanthe Mumba in s tem pridobila pravico zastopati Irsko na Pesmi Evroviziji 2025. Emmy je pesem sprva prijavila na Norveški izbor Melodi Grand Prix, vendar je bila zavrnjena.
Tekmovanje za Pesem Evrovizije 2025 bo potekalo v St. Jakobshalle v Baslu v Švici in bo sestavljeno iz dveh polfinalov, ki bosta potekala 13. in 16. maja, ter finala 17. maja 2025. Med žrebanjem, 28. januarja 2025, je bila Finska izžrebana, da bo nastopila v prvi polovici drugega polfinala.